# Đảo Giglio

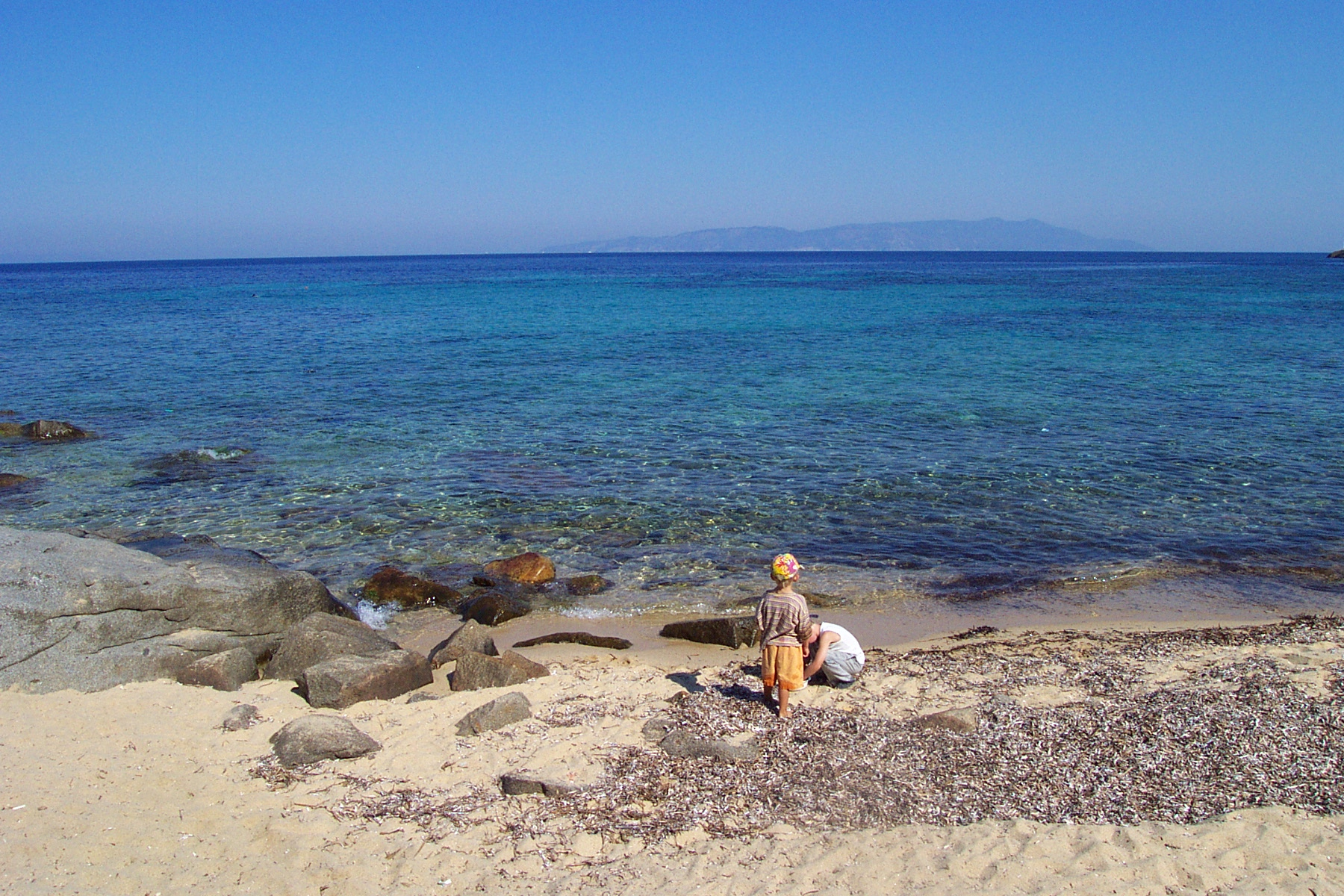
Bãi biển trên đảo Giglio với núi Argentario bên bờ Toscana

Isola del Giglio là một đảo và là comune Ý nằm trong biển Tyrrhenia, ngoài khơi Toscana, thuộc tỉnh Grosseto.
Đảo bị ngăn cách bởi một đoạn 16 km của biển từ mũi đất Argentario, chủ yếu là miền núi, gần như hoàn toàn lá đá granit vươn lên đến đỉnh cao ở Pagana della Poggio (496 m). 90% bề mặt của nó được bao phủ bởi thảm thực vật vùng Địa Trung Hải xen kẽ với rừng thông lớn và các vườn nho để sản xuất rượu vang nổi tiếng "Ansonaco". Bờ biển dài 27 km, tạo thành từ đá, vách đá trơn và nhiều vịnh: Arenella, Cannelle, Caldane và Campese, một trong những lớn nhất với ngôi làng nhỏ cùng tên.